# Shanghai Haichang Ocean Park
Shanghai Haichang Ocean Park is een attractiepark in Nanhui, Pudong, een district van de Chinese stad Shanghai. Het dichtstbijzijnde metrostation is Lingang Avenue aan lijn 16.
Het attractiepark opende 16 november 2018 is eigendom van Haichang Ocean Park Holdings. Het attractiepark staat in teken van de oceanen en alles omtrent het maritieme thema. Buiten attracties zijn er ook dierenverblijven in het park te vinden waaronder zeedieren. Op het terrein van het park bevindt zich ook een hotel. Blikvanger in het park is een nagebouwde vulkaan, waaruit een aantal gebouwen steken in futuristische architectuur. In en rondom de vulkaan bevindt zich het traject van de rapid river. Met een lengte van één kilometer de langste ter wereld.
De plannen voor de bouw van het attractiepark stammen uit 2012. Uiteindelijk startte de bouw van het $795 miljoen kostende park op 25 maart 2015. In 2018 opende het attractiepark dat zich grotendeels op Disney-parken heeft laten inspireren. Het park doelt uiteindelijk op vijf miljoen bezoekers per jaar.